# Aaron Burckhard
Aaron Burckhard (n. 14 noiembrie 1963, Aberdeen, Washington, SUA) este un muzician american care a fost primul baterist cooptat pentru trupa rock a lui Kurt Cobain și Krist Novoselic, Nirvana. Burckhard a cântat la tobe pentru formație până în decembrie 1987. Burckhard nu mai făcea parte din Nirvana când grupul a înregistrat primul demo pentru Reciprocal Recordings în Seattle pe 23 ianuarie 1988.